# Styrelsen for Undervisning og Kvalitet
Styrelsen for Undervisning og Kvalitet (STUK) er en dansk styrelse under Børne- og Undervisningsministeriet, der blev dannet i 2011.
Frem til 2015 bar styrelsen navnet Kvalitets- og Tilsynsstyrelsen.
Styrelsen har ansvaret for kvalitetsudvikling, test og eksamen, tilsyn, tilskud og controlling med både folkeskoler og gymnasier og har dermed til dels sammenfaldende opgaver med den daværende Skolestyrelsen, der blev nedlagt i 2011. Andre opgaver stammer fra Uddannelsesstyrelsen.
Styrelsen for Undervisning og Kvalitet har desuden ansvaret for støtteordningen SPS og danskundervisning for voksne udlændinge (herunder indfødsretsprøven og medborgerskabsprøven).